# シボレー・トラックス
トラックス (TRAX)はGMが製造、シボレーブランドで発売している自動車である。

## 概要

### 初代（2013年 - 2022年）
2007年のニューヨークモーターショーで発表された「Trax CONCEPT」を源流とし、2012年のモンディアル・ド・ロトモビル（通称：パリサロン）で市販型が発表され、2013年前半に発売を開始すると発表。
生産国のメキシコや韓国等をはじめとした世界140か国以上で販売されるGMの世界戦略車であり、ビュイック・アンコールやオペル・モッカ（ボクスホール・モッカ）は同じGMグループにおける兄弟車である。
但し、オセアニア市場においては他のシボレー車同様、ホールデンブランドでの販売となる。
当初、米国市場へはアンコールが販売される関係で投入されない方針だったが、2014年のニューヨークモーターショーで同年内に同市場にも投入されることが発表された。また、ロシア市場においては「Tracker（トラッカー）」を名乗る。
外観デザインは各ブランドの趣向に合わせて変更を受けているものの、基本的なメカニズムは共有する。トラックスの場合、シボレーのアイデンティティであるボウタイエンブレムを活かした造形とされるのが特徴である。
シボレーのラインナップにおいてはキャプティバの下に位置する車種で、4,248mmの全長はキャプティバより440mm以上短い。
2013年7月29日、GMは韓国の新車アセスメントプログラム(KNCAP)にて93.5ポイントを獲得し、安全面で最高評価を得た。
2016年10月17日、韓国にて改良型を発表。フロント部分を全面刷新し、スパークやマリブに通じる最新のフェイスへと変貌を遂げた。他国仕様についても、同様の変更が順次行われた。

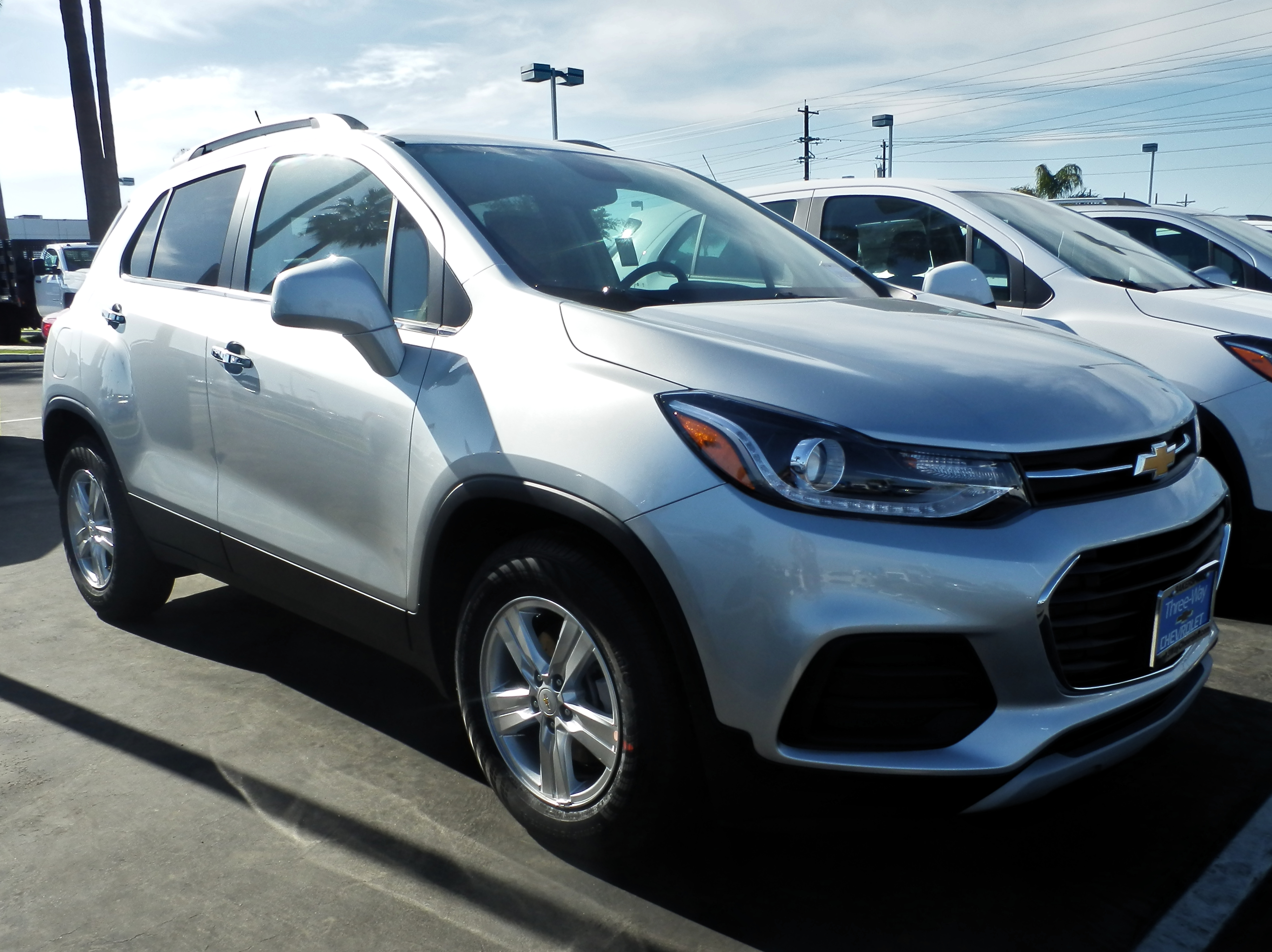
後期型　フロント
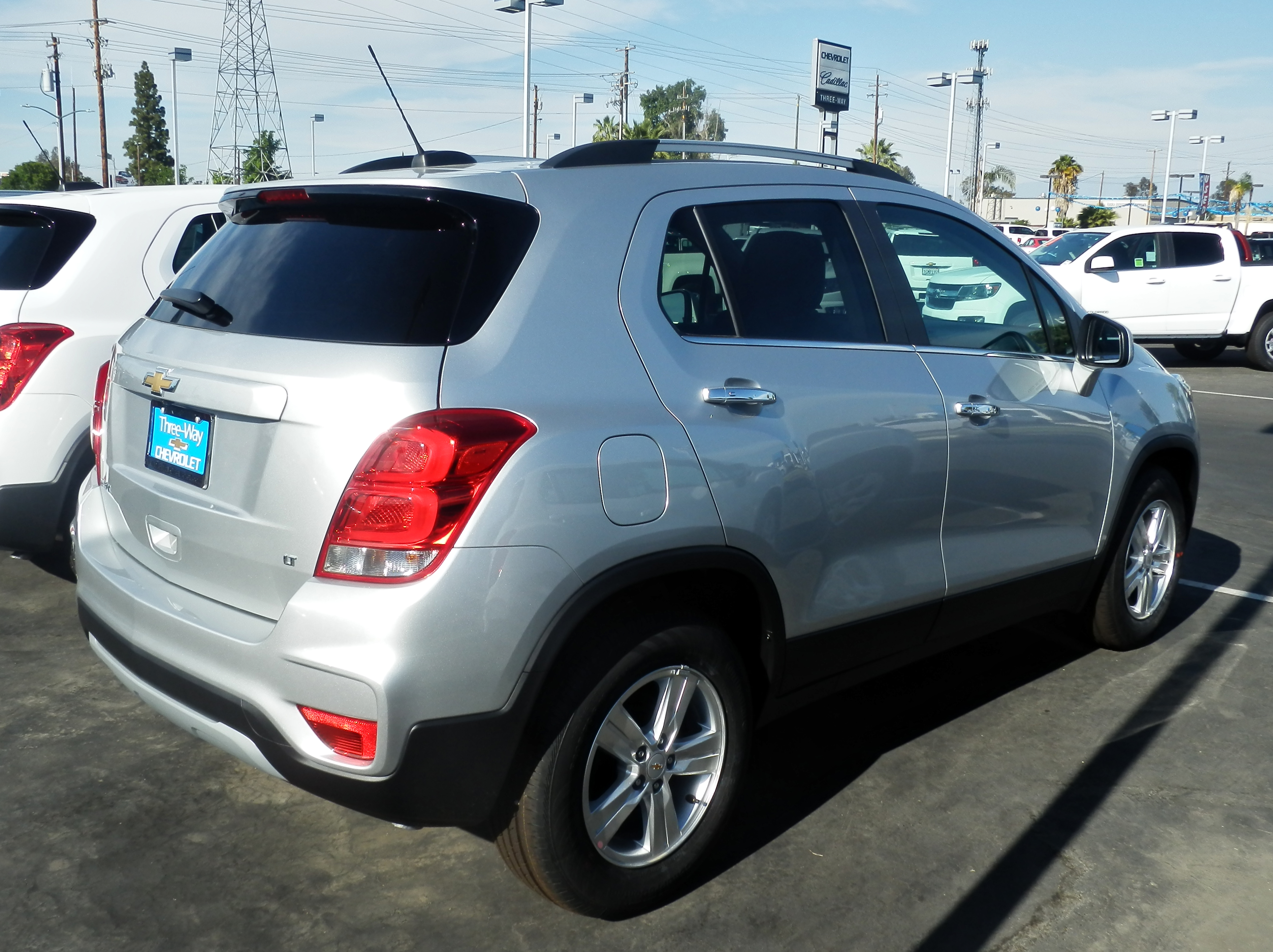
後期型　リア
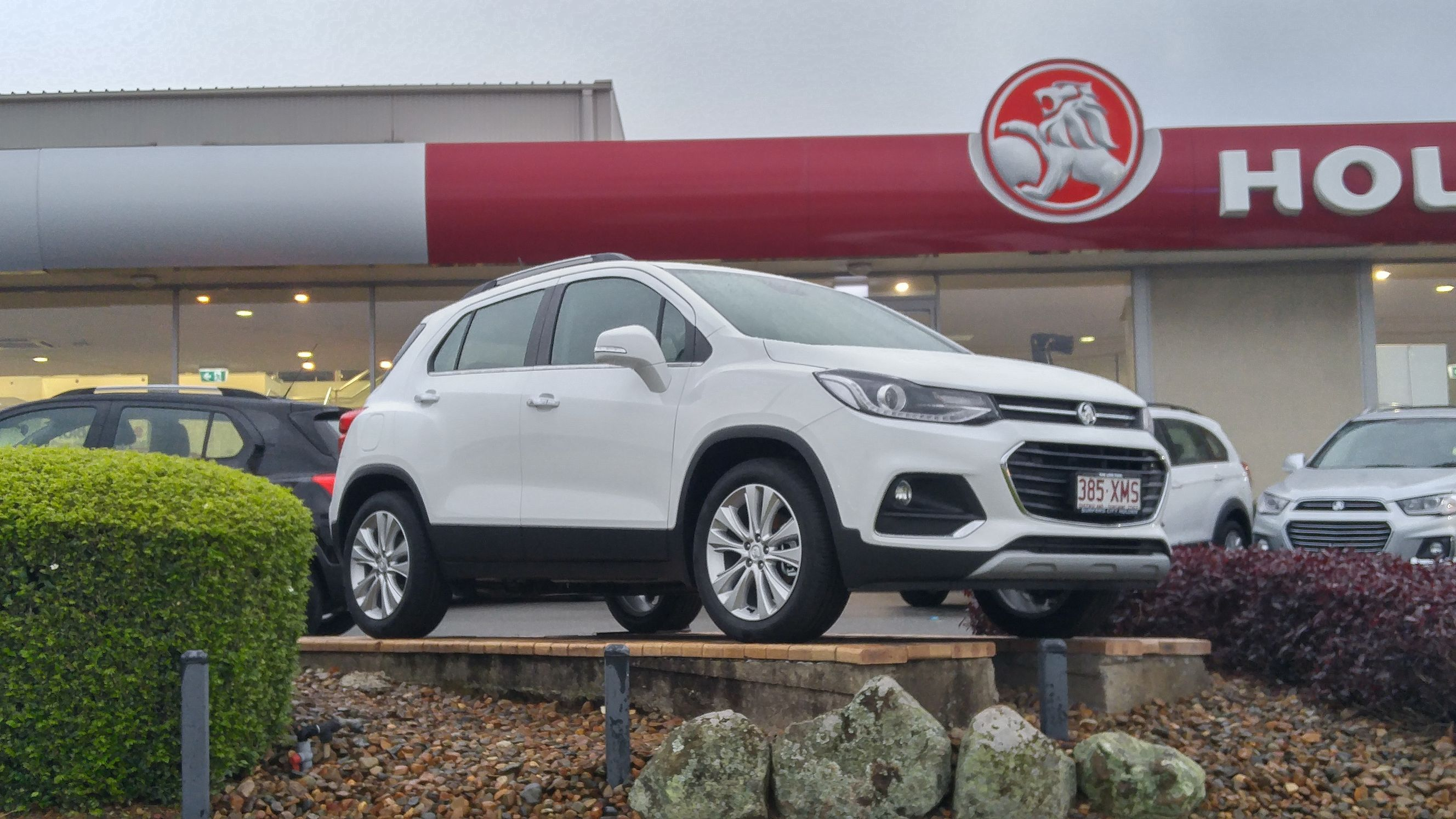
ホールデン・トラックス (後期型)

### メカニズム
プラットフォームはアベオ（ソニック）やスパークと同じGMガンマ2を採用し、エンジンは1.4Lガソリンターボ、1.6Lガソリン、1.8Lガソリン、そして「CDTI」と呼ばれる1.7Lディーゼルの3種を用意（1.4Lは出力特性に応じて138PSと148PSの2種を用意）。
トランスミッションは1.6Lには5速MT、1.4Lと1.7Lディーゼルには6MTが組み合わされ、1.4Lと1.7Lディーゼルは6速ATとトルク・オン・デマンド方式の4WDも選択可能である。また、MT車にはアイドリングストップ機構も備わる。